# 린지 프라이스
린지 프라이스(Lindsay Price, 1976년 12월 6일 ~ )는 1984년 ABC 드라마 《Finder of Lost Loves》로 데뷔한 미국의 배우, 가수이다.

## 출연 작품
- 코스믹 라디오 (2007)
- 페퍼 데니스 (2006)
- 클럽 드레드 (2004, Club Dread)
- 노 터닝 백 (2001)
- The Big Split (1999)
- 앵거스 (1995)
- 외계 소년 퍼플 (1988)

### 텔레비전
- Finder of Lost Loves (1984)
- 올 마이 칠드런 (1991-93)
- 우리 생애 나날들 (1994)
- 더 볼드 앤 더 뷰티풀 (1995-97)
- 베벌리힐스 아이들 (1998-2000)
- 베커 (2001-03)
- 커플링 (2003, Coupling)
- NCIS (2004-05)
- 립스틱 정글 (2008-09)